# Lucius Salvius Otho Titianus
Lucius Salvius Otho Titianus (* vor 32 in Ferentium; † nach 69) war ein römischer Politiker, Senator und Bruder des Kaisers Otho.
Titianus stammte aus Ferentium und war Sohn des Lucius Salvius Otho, Suffektkonsul im Jahr 33, und der Albia Terentia. Seine Ehefrau war Cocceia. Sein Sohn Lucius Salvius Otho Cocceianus war im Jahr 82 Suffektkonsul.
Im Jahr 52 wurde Titianus ordentlicher Konsul und im Jahr 63/64 oder vielleicht 64/65 Prokonsul der Provinz Asia. Im Jahr 69 wurde er zusammen mit seinem Bruder Suffektkonsul. Otho betraute Titianus Anfang April 69 mit dem Oberbefehl über seine Truppen. Nach der Niederlage in der Schlacht von Betriacum und dem Suizid Othos führte Titianus die Friedensverhandlungen mit den Vitellianern und rettete so sein Leben. Titianus war Promagister der Arvalbrüder (wahrscheinlich im Jahr 62).